# صالحیه، حیش
صالحیه (به عربی: الصالحیة) یک روستا در سوریه است که در ناحیه حیش واقع شده‌است. صالحیه ۷۹۴ نفر جمعیت دارد.